# Klaus Kauroff
Klaus Kauroff (* 24. Januar 1941 in Hannover; † 24. November 2020 in Garbsen) war ein deutscher Catcher. Er war sowohl als Kämpfer beim größten Catch-Turnier der Welt in Hannover als auch auf dem Wiener Heumarkt zu Hause; 1981 war er Weltcup-Gewinner.

## Leben
Klaus Dieter Kauroff wuchs in Hannover, als siebentes Kind eines Seemannes und dessen Ehefrau auf. Im Alter von 13 Jahren meldete er sich beim lokalen Ringerverein an und begann später mit dem Boxsport.  Kauroff  wurde 1961 Niedersachsenmeister im Halbschwergewicht. Ab 1967 wechselte er zum Wrestling. Als „lokale Legende“ und „Star der Siebziger“ lockte Kauroff Zuschauer an. Er wurde im Laufe seiner Wrestler-Karriere auch der „Garbsener Dampfhammer“, der „Staatenlose“ oder der „Eierkopf“ genannt.

### Erfolge
- 1973 Europameisterschaft zweiter Platz. Er musste sich seinem ewigen Rivalen, Axel Dieter, geschlagen geben.
- 1974 Europameisterschaft wieder Zweiter, wieder gegen Axel Dieter.
- 1975 Europameisterschaft Dritter.
- 1980 Linzer Turnier Erster.
- 1980 Europameisterschaft Erster mit „Le Grand Vladimir“ in Hannover in der Teamwertung.
- 1981 Weltcup-Gewinner des längsten Turnieres der Welt am Schützenplatz Hannover.[6][7]

„Klaus war eine der größten europäischen und deutschsprachigen Catch-Legenden, er hat mich schon als 10-jähriger Bub beeindruckt. Auch später dann habe ich aus den vielen persönlichen Treffen mit ihm sehr viel mitgenommen und gelernt.“

Nach seiner aktiven Zeit war er in der Catch Wrestling Association als Manager der US-Heels und Gaststars aus den USA aktiv und brachte ein autobiografisches Hörbuch mit dem Titel KLAUS KAUROFF – Immer 101% heraus. Von 1989 bis 1991 trat Kauroff mehrfach in der Wrestling-Sendung (damals noch als Catchen oder Catch As Catch Can bezeichnet)  Catch Up bei dem Privatsender RTL auf. Im Jahr 2001 wurde Udo Lindenberg auf ihn aufmerksam und gemeinsam mit Otto Wanz catchte Kauroff bei der Lindenberg-Tournee Dröhnland-Symphonie. In dem Spielfilm Panische Zeiten spielt Kauroff eine der Hauptrollen und war auch 2003 als Bodyguard bei den Feiern zum Mauerfall für Lindenberg tätig.

## Filmografie
- 1980: Panische Zeiten
- 2004: Aufmarsch der Giganten Tour Documentary[9]
- 2010: Wrestling-Catchlegenden im Gespräch – Klaus Kauroff & Axel Dieter (Dokumentation von Andras Barthel)
- 2020: Warte, warte nur ein Weilchen![10]